# Charles Gagnon
Pour les articles homonymes, voir Charles Gagnon (homonymie) et Gagnon.
Charles Gagnon (né le 21 mars 1939 au Bic, mort le 17 novembre 2005 à Montréal) est un homme politique, intellectuel, ancien felquiste et leader communiste au Québec et au Canada.

## Biographie
Gagnon naît au Bic en 1939, fils d'un cultivateur, et grandit dans une famille de quatorze enfants. Il étudie le cours classique au Séminaire de Rimouski. À cette époque, il est initié à l’Ordre de Jacques-Cartier. Il s'inscrit ensuite à la faculté de lettres de l'Université de Montréal. En 1963, il rencontre Pierre Vallières et la direction de la revue Cité libre, à laquelle il participe. Il quitte le périodique quelques mois plus tard pour fonder la revue Révolution québécoise avec Vallières, et ensuite participer à la revue Parti pris.
Avec Vallières, Gagnon joint clandestinement le Front de libération du Québec (FLQ). Ils forment ensemble le « groupe Vallières-Gagnon », associé en 1966 à l’attentat ayant causé par accident la mort de Jean Corbo. Ils écrivent alors pour l'organe de presse du FLQ, La Cognée. En 1966, le duo se rend à New York « afin de favoriser la création d'un "front multinational" de libération ». Ils rencontrent des membres des Black Panthers et manifestent devant le siège des Nations unies contre l'incarcération d'autres felquistes. Ils sont alors arrêtés et entament une grève de la faim. En janvier 1967, ils sont extradés au Canada et emprisonnés à la prison de Bordeaux. Ils sont ensuite accusés de meurtre et d'avoir incité à la violence par leurs écrits. Ils sont défendus par l'avocat Robert Lemieux, qui obtient leur acquittement.
À partir de l'été 1970, Gagnon et sa conjointe Lise Walser animent plusieurs groupes politiques, dont les Partisans du Québec libre (1970) et Vaincre (1971-1972).
Après la Crise d'octobre, alors que Vallières abandonne le FLQ et prône l'investissement du Parti québécois (PQ), Gagnon prend ses distances de l'indépendantisme et du « nationalisme bourgeois » du PQ. Il publie (octobre 1972) la brochure Pour le parti prolétarien, le texte qui inspire la création de l'organisation marxiste-léniniste En lutte ! (dont il sera secrétaire général). En 1980, il incite la population à « annuler » leur vote au référendum sur l'indépendance. Après la fin d'En lutte !, en 1982, Gagnon s'éloigne de la vie publique, mais continue de publier. En 1994, Jean-Daniel Lafond le filme avec Pierre Vallières pour le documentaire de l'Office national du film La Liberté en colère. Il décède le 17 novembre 2005, à 66 ans.

## Œuvres
- Derniers entretiens avec Charles Gagnon : Pleine Lune, 2021 (avec Marie-Josée Nadal, posthume)
- À la croisée des siècles. Réflexions sur la gauche québécoise : Écosociété, 2015 (posthume)
- Crise de l'humanisme : écrits politiques III, Montréal : Lux, 2011
- En lutte! : écrits politiques II, Montréal : Lux, 2008
- Feu sur l'Amérique : écrits politiques I, Montréal : Lux, 2006 (textes réunis par Charles Gagnon et présentés par Robert Comeau, Ivan Carel et Manon Leroux)
- Il était une fois-- : conte à l'adresse de la jeunesse de mon pays, Montréal : Lux, 2006
- Le référendum, un syndrome québécois : essai, Lachine : Pleine Lune, 1995
- Ne dites pas à mon père que je suis Québécois il me croit Canadien dans un Québec libre : chroniques perdues et retrouvées d'une décennie morose, Candiac : Éditions Balzac, 1992
- Pour le parti prolétarien, Montréal, 1972
- Pour un front commun multinational de libération, 1971 (avec Pierre Vallières)
- Le Procès de Cinq ; 1er février au 12 février 1971, Montréal : Éditions Libération, 1971 (avec Michel Chartrand, Jacques Larue-Langlois, Robert Lemieux, Pierre Vallières)

## Bourse Charles-Gagnon
Depuis 2019, à la suite d'un don de la Fondation Charles-Gagnon, la bourse Charles-Gagnon est attribuée par la Fondation Lire pour réussir dans le cadre d'un concours littéraire annuel administré par l'Union des écrivaines et des écrivains québécois. Deux genres littéraires sont admissibles: essai et ouvrage à caractère historique,.